# Chira ivyatenea
Pour les articles homonymes, voir Chira.
Espèce
Chira ivyatenea est une espèce d'araignées aranéomorphes de la famille des Salticidae.

## Distribution
Cette espèce se rencontre en Argentine dans la province de Misiones et au Brésil au Santa Catarina,.

## Description
Le mâle holotype mesure 3,15 mm et la femelle paratype 3,00 mm.

## Systématique et taxinomie
Cette espèce a été décrite par Rubio, Perger, Baigorria, Metzner et Höfer en 2023.

## Étymologie
Cette espèce est nommée en l'honneur d'Ivy et Atenea Baigorria Oklander. 

## Publication originale
- Rubio, Perger, Baigorria, Metzner & Höfer, 2023 : « Description of three new species of the jumping spider Chira Peckham & Peckham, 1896 (Araneae: Salticidae) from Argentina, Bolivia, and Brazil, with a provisional identification key to the species of the genus. » Arachnology, vol. 19, no 6, p. 873-880.